# Clara no es nombre de mujer
Clara no es nombre de mujer es una película española de 2011, dirigida por Pepe Carbajo, del cual es su ópera prima, y protagonizada por personajes conocidos como Jorge Sanz, Esmeralda Moya, Miriam Díaz Aroca y Juan Muñoz.

## Sinopsis
La historia comienza cuando Juan (Juan Dorá) decide viajar hasta Cuba junto a su tío Jorge (Jorge Sanz), con el fin de conseguir solucionar un lío en temas de mujeres. Una vez llegan al país, se inician un cúmulo de situaciones que harán dar la vuelta a todo completamente, hasta el punto de agravar aún más los líos que iban a solucionar.
Ambos protagonistas acabarán absorbidos por su propia pasión, la de conducir motocicletas de la famosa marca Harley Davidson en La Habana.

## Reparto
- Jorge Sanz, como Jorge.
- Juan Dorá, como Juan.
- María José Alfonso, como Jacinta.
- Esmeralda Moya, como Ana.
- Jorge Perugorría, como Pipe.
- Juan Muñoz, como Pistón.
- Pablo Gallo, como Diego.
- Gabriel Andújar, como Jacobo.
- Rebeca Badía, como Ruth.
- Miriam Benoit, como Pilar.
- Manolo Cal, como el director.
- Iris Campos, como Marisa.
- José Carabias, como Bacterio.
- Marc Company, como José Ángel.
- Gaëlle Diego, como Sonia.
- Miriam Díaz-Aroca, como Sagrario.
- Iris Espert, como Bea.
- Pablo Espinosa, como Elías.
- Carla Hidalgo, como Mónica.
- Goyo Jiménez, como Sacha.
- José Lucena, como Nicolás.
- Estefanía Martínez, como Susana.
- Chema Muñoz, como Fernando.
- Pablo Raya, como Samuel.
- Enrique Villén, como Andrés.